# 原泰久
原泰久（日语：／ Hara Yasuhisa，1975年6月9日—），日本漫畫家。男性。出身於佐賀縣三養基郡基山町。A型血。
目前《王者天下》正在《週刊YOUNG JUMP》連載中。居住於福岡縣。

## 經歷
原泰久於就讀東名館高中東明館高等學校後，進入九州藝術工科大學（2003年併入九州大學）。
大學3年級時，他立志當漫畫家。
1997年，以《上田君的退化論》獲得第36屆千葉徹彌獎青年部門期待獎。
1998年畢業於九州設計大學影像設計系。進入同一大學研究所。
1999年，以《於兔松》獲得第40屆千葉徹彌獎青年部門準大獎，並在《別冊Young Magazine》上首次亮相。
2000年，九州藝術工科大學研究所資訊通訊專業碩士畢業。之後，加入富士通九州系統工程公司擔任系統工程師（之後工作了3年，並在27歲左右離開公司）。
2003年，以《霸與仙》獲得第23屆YOUNG JUMP每月漫畫大獎賽鼓勵獎。
2006年，《王者天下》在《週刊YOUNG JUMP》9號開始連載。
2012年，《王者天下》在NHK BS Premium上改編成電視動畫。
2013年，《王者天下》獲得第17屆手塚治虫文化獎漫畫大獎。同年，他被任命為家鄉基山町首任家鄉大使。
2020年7月，媒體報導說他正在與藝人小島瑠璃子約會。本人則保持沉默，但小島在他出現的廣播中承認了2人的關係。9月3日，2人在Twitter上宣布，已經在同年3月離婚。他與前妻育有3個孩子。
2021年，與小島琉璃子分手。
2023年，《王者天下》累計發行量突破1億部。

## 逸事
在一篇訪談文章中，原泰久自己說「王者天下就是作為一名辦公室職員的經歷」。據他的說法，研究所畢業後，本來在一家公司擔任系統工程師。在那裡，每個團隊都扮演不同的角色，工作有機地進行。有一天，一位高階程式設計師退休了，原泰久獨自負責程式設計。結果，原泰久被迫過度勞累並犯了錯誤，給公司造成了巨大損失。然而，在會議上，老闆的憤怒不是針對原泰久，而是針對高階主管，並保護了原泰久。他還說，這些經驗增加了他本身工作的深度。

## 作品列表

### 連載
- 王者天下（《週刊YOUNG JUMP》，2006年9號—）
  - 王者天下總集篇 1 無名的少年（2010年7月27日、再版：2012年6月5日）
  - 王者天下總集篇 2 王都的奪還（2010年8月10日、再版：2012年6月27日）
  - 官方設定書 英傑列紀（2012年8月17日）
  - 王者天下 THE ANIMATION 王和劍（原作：原泰久、著：久麻當郎）（2012年9月19日）※小說
  - 王者天下 THE ANIMATION 初陣（原作：原泰久、著：久麻當郎）（2012年11月19日）※小說
  - 王者天下 THE ANIMATION 大將軍（原作：原泰久、著：久麻當郎）（2013年4月4日）※小說
  - 官方設定書 霸道列紀（2016年1月19日）
  - 透過「王者天下」了解動盪時期的領導力（原作：原泰久、著：長尾一洋）（2016年3月25日）※商業書

### 短篇
- 於兔松（《別冊Young Magazine（日语：月刊ヤングマガジン）》1號，1999年）※未收錄
- 仙子記（《別冊Young Magazine》22號，2001年）※未收錄
- 金剛（《Young Magazine增刊 漫革》36號，2003年）※總集篇1收錄
- 馬酒兵三百（《Young Magazine增刊 漫革》37號，2004年）※總集篇1收錄
- 李牧（《週刊Young Magazine》2004年18號）※總集篇2收錄
- 蒙武和楚子（《週刊Young Magazine》2005年1號）※總集篇2收錄
- 王者天下番外篇（《週刊少年Jump》2013年24號）※霸道列紀收錄

### 動畫作品
- 王者天下（電視動畫，2012年—）

### 真人電影
- 王者天下（2019年4月19日公開，導演：佐藤信介，東寶、Sony Pictures Entertainment聯合發行）※也和黑岩勉（日语：黒岩勉）、佐藤信介共同撰寫劇本。
  - 王者天下2：至遙遠的大地（日语：キングダム2 遥かなる大地へ）（2022年7月15日公開）※也和黑岩勉共同撰寫劇本。

## 相關人物

### 師父
- 井上雄彥

### 助手
- 石田翠
- 笠原真樹（日语：笠原真樹）
- 松原利光（日语：松原利光）
- 鹿子（日语：鹿子）（=箱石達）

## 電視演出
- SWITCH採訪達人們（日语：SWITCHインタビュー 達人達） 「原泰久（漫画家）× 澀澤光（遊戲設計師）」（2016年5月28日，NHK教育）
- 情熱大陸（2016年10月30日，MBS）
- 日立 發現世界不可思議的地方！（日语：日立 世界・ふしぎ発見!） 1500回系列王者天下的世界（2019年1月12日，TBS）

## 外部連結
- 原泰久的X（前Twitter） （日語）